# 灌江口大桥
灌江口大桥，原名“江苏临海高等级公路灌河大桥”，是位于中国江苏省连云港市与盐城市之间的一座公路斜拉桥，跨越灌河，连接北岸的灌南县堆沟港镇和南岸的响水县陈家港镇，距上游的沈海高速公路灌河大桥约28公里，距下游入海口约7公里。是江苏临海高等级公路的关键节点工程。大桥全长4,366米，其中主桥长756米，主跨400米，是苏北内河航道上主跨最长的桥梁。大桥由中交第二航务工程局第四工程公司和中交第一公路工程局有限公司承建，项目概算投资15.43亿元人民币，由江苏省财政厅和地方政府共同承担。大桥于2012年8月23日正式开工，建设工期为4年，于2015年7月8日建成通车，并实行免费通行。

## 设计
项目起止桩号为K12+000～K19+643.615，起点位于新沂河南岸大堤，顺接临海高等级公路连云港段终点，路线向东南方向穿越连云港化工区长龙化工厂及堆沟村，跨越灌河，经响水侧海港闸南侧、成日钢铁二期南侧、继续向东南跨越黄海大道，在陈家港自来水厂以北接临海高等级公路响水段起点，路线全长7.644公里，其中主桥长756米，两侧引桥长约3.61公里，接线全长3.278公里（南接线长约2.56公里，北接线长约0.72公里）。
大桥全线采用一级公路标准，设计速度100公里/小时，设置灌南半岛、黄海大道共2处互通立交，灌南半岛互通至黄海大道互通段采用双向六车道，路基宽度33.5米，其中灌河大桥宽度为33米，其它路段采用双向四车道，路基宽度26米；桥涵设计荷载等级为公路-Ⅰ级。

### 主桥
主桥采用双塔双索面半漂浮体系钢与混凝土组合梁斜拉桥，跨径布置为：60.8+117.2+400+117.2+60.8米；索塔采用“H”型塔设计，塔高167.5米；索塔两侧各布置17对斜拉索，采用平行钢丝斜拉索，斜拉梁上采用锚拉板锚固，塔上采用钢锚梁锚固；主梁采用双边“工”字型边主梁结合桥面板的整体体系，全宽36.5米。
北岸主墩设有42根直径2.5米的钻孔桩，辅助墩设有12根桩长75米、直径2.2米的钻孔桩，过渡墩设有12根桩长80米、直径2.2米的钻孔桩。
主桥通航净高46.5米，净宽334米，满足5万吨级和实载10万吨级船舶双向通航的需要。

### 引桥
引桥上部结构采用30米、40米跨径装配式预应力混凝土组合箱梁，40米跨径下部结构采用薄壁墩，30米跨径下部结构采用柱式墩，肋板台、墩台均采用钻孔灌注桩基础。

## 命名
由于灌河上已有三座桥梁均被命名为“灌河大桥”（沈海高速、G204、新港大道上各一座)。为区分大桥名称和体现大桥临近入海口的地域特色，该桥被命名为“灌江口大桥”。

## 建设历程
- 2011年12月17日，大桥初步设计通过了内部审查。[10]
- 2012年1月，大桥可行性研究报告获江苏省发展和改革委员会批复。[11]
- 2012年3月28日，大桥接线、引桥以及主桥基础、下部和索塔施工图设计在南京通过审查。[12]
- 2012年8月23日，大桥正式开工建设。[4]
- 2013年5月16日，大桥南塔承台钢吊箱吊装完成。该吊箱外形为哑铃形，外部尺寸为86×34米，壁厚1.5米，周长225.6米，壁体总高度10米，总重量1100吨。[13]
- 2013年6月3日，大桥南塔承台封底混凝土浇筑全部完成。[14]
- 2013年6月17日，大桥北塔承台施工完成。该承台为哑铃形，长83米，顺桥向宽31米，厚6米，采用C35混凝土，总方量约10626.6立方米；塔座采用C50混凝土，一次浇筑完成，总方量为883.4立方米。[15]
- 2014年5月16日，北引桥桥面调平层首件混凝土浇筑完成。[16]
- 2014年7月20日，大桥4号主塔封顶。[17]
- 2015年7月8日，大桥建成通车。[7]